# Seaca de Câmp
Seaca de Câmp – wieś w Rumunii, w okręgu Dolj, w gminie Seaca de Câmp. W 2011 roku liczyła 978 mieszkańców.